# Viv Busby
Vivian Dennis Busby, più conosciuto con il diminutivo Viv Busby (Slough, 24 marzo 1949 – Mojácar, 8 maggio 2024) è stato un calciatore inglese, di ruolo attaccante.

## Biografia
Anche suo fratello minore Martyn Busby è stato un calciatore professionista.

## Carriera

### Giocatore
Dal 1966 al gennaio del 1970 gioca per 3 stagioni e mezzo nei semiprofessionisti del Wycombe, club di Isthmian League (una delle principali divisioni calcistiche inglesi al di fuori della Football League in quegli anni). Nonostante le buone medie realizzative trova poco spazio, andando comunque in rete per 19 volte in 50 partite di campionato. Nel gennaio del 1970 passa al Luton Town, club di terza divisione, con cui nella seconda parte della stagione 1969-1970 mette a segno 4 reti in 9 partite di campionato contribuendo così alla promozione in seconda divisione del club. Rimane poi con gli Hatters sia nella stagione 1970-1971 che nella stagione 1971-1972, nelle quali mette a segno complessivamente 10 reti in 47 presenze nella seconda divisione inglese; nella seconda parte della stagione 1971-1972 viene poi ceduto in prestito al Newcastle Utd, club di prima divisione, con cui gioca le sue prime 4 partite in carriera in questa categoria, segnandovi tra l'altro 2 reti. Terminato il prestito torna quindi al Luton Town, con cui nella stagione 1972-1973 realizza 2 reti in 21 partite in seconda divisione.
Nell'estate del 1973 viene ceduto a titolo definitivo al Fulham, altro club di seconda divisione, dove vive uno dei periodi migliori della carriera: va infatti in doppia cifra di reti segnate sia nella prima (12) che nella seconda (11) stagione trascorse ai Cottagers, con cui raggiunge tra l'altro la finale (poi persa) della FA Cup 1974-1975. Anche nella stagione 1975-1976 pur non segnando come nel biennio precedente (6 reti) gioca comunque stabilmente da titolare (37 presenze), raggiungendo tra l'altro anche la finale (poi persa) della Coppa anglo-scozzese. Nella stagione 1976-1977 dopo ulteriori 5 partite giocate viene ceduto a campionato iniziato al Norwich City, club di prima divisione, dove pur giocando solamente 17 partite termina il campionato in doppia cifra di reti segnate, a quota 11. Nella stagione seguente gioca ulteriori 5 presenze in prima divisione, per poi passare a stagione in corso allo Stoke City, con cui al termine della stagione 1978-1979 conquista una promozione in prima divisione. Nella stagione 1979-1980 realizza una rete in 10 presenze in prima divisione con le Potteries, per poi trascorrere la seconda parte dell'annata in prestito allo Sheffield Utd, con cui segna un gol in 3 presenze in terza divisione. Sempre nel 1980 gioca poi nella NASL con i Tulsa Roughnecks, per poi accasarsi al Blackburn in seconda divisione, dove ha comunque un ruolo da comprimario. Chiude infine la carriera nel 1984 dopo un biennio in quarta divisione allo York City con il doppio ruolo di vice allenatore e di giocatore (19 presenze e 4 reti in partite di campionato nell'arco di 2 anni, con in aggiunta la vittoria della Fourth Division 1983-1984 e la conseguente promozione in terza divisione).
In carriera ha totalizzato complessivamente 431 presenze e 105 reti fra tutte le competizioni ufficiali (36 presenze e 14 reti nella prima divisione inglese, 205 presenze e 61 reti in seconda divisione, 12 presenze e 5 reti in terza divisione, 19 presenze e 4 reti in quarta divisione, 50 presenze e 19 reti nella Isthmian League, 19 presenze ed una rete nella NASL, 21 presenze ed 8 reti in FA Cup, 22 presenze e 2 reti in Coppa di Lega e 18 presenze ed una rete fra Coppa Anglo-Italiana, Coppa anglo-scozzese e Watney Cup).

### Allenatore
Dopo il ritiro rimane allo York City con il solo ruolo di vice, che mantiene fino al termine della stagione 1986-1987. Dal 15 febbraio 1993 al 24 novembre 1993 allena l'Hartlepool Utd, club di quarta divisione, con cui in 40 partite ufficiali ottiene un bilancio complessivo di 9 vittorie, 9 pareggi e 22 sconfitte. In seguito va ad allenare nelle giovanili dello Swindon Town; durante la sua permanenza al club rimane tra l'altro lontano dai campi per 6 mesi a causa di una leucemia. All'inizio della stagione 2004-2005 torna ad allenare, venendo assunto dallo York City come vice di Chris Brass; l'8 novembre 2004 all'esonero di quest'ultimo viene promosso ad allenatore ad interim del club, impegnato nella quarta divisione inglese: mantiene l'incarico fino al 10 febbraio 2005, con un bilancio di 4 vittorie, 2 pareggi e 8 sconfitte in 14 partite trascorse in panchina. In seguito lavora come allenatore delle giovanili al Gretna, club della seconda divisione scozzese. Dal 2007 al 2011, anno del suo definitivo ritiro (decide infatti di trasferirsi in Spagna e di lasciare qualunque incarico nel mondo del calcio dopo 45 anni consecutivi trascorsi o da giocatore o da allenatore), lavora invece come vice dei semiprofessionisti del Workington.

## Palmarès

### Giocatore

#### Competizioni nazionali
- Campionato inglese di quarta divisione: 1

York City: 1983-1984